# خلیل اسفندیاری
خلیل اسفندیاری بختیاری (۱۴ فروردین ۱۲۸۰ – ۲۶ دی ۱۳۶۱) دیپلمات و سیاستمدار ایرانی بود، که در فاصلهٔ سال‌های ۱۹۵۲ تا ۱۹۶۱ به عنوان سفیر ایران در آلمان فعالیت می‌کرد. وی فرزند چهارم اسفندیارخان؛ فرزند ارشد حسین‌قلی‌خان ایلخانی بود. او پدر ثریا اسفندیاری؛ ملکهٔ ایران در دورهٔ پهلوی است.

## کودکی و جوانی

خلیل اسفندیاری بختیاری، اوا کارل، ثریا

خلیل اسفندیاری بختیاری، فرزند چهارم اسفندیار خان و مریم اسفندیاری بختیاری بود، که در تاریخ ۳ آوریل ۱۹۰۱ زاده شد. پدر وی اسفندیار خان سردار اسعد، از ایلخانان بنام بختیاری بود. عمویش علیقلی خان سردار اسعد، فاتح تهران در جریان انقلاب مشروطه و عموی دیگر وی نجف‌قلی‌خان، ملقب به صمصام‌السلطنه؛ ۲ دوره رئیس‌الوزرای ایران در دورهٔ قاجار بود. اسفندیاری بختیاری در خانواده‌ای قدرتمند و سیاسی بزرگ شد و در پائیز ۱۹۲۴ برای ادامه تحصیل، عازم برلین، آلمان شد.

## دوران تحصیل
اسفندیاری بختیاری در سال ۱۳۰۲ در دانشگاه برلین و در رشته حقوق و اقتصاد سیاسی، شروع به تحصیل نمود. در سال ۱۳۰۳ زمانی که در آلمان  درحال تحصیل بود، با اوا کارل ازدواج کرد. اوا، در سال ۱۹۰۶ در شهر سن پترزبورگ، پایتخت دولت روسیه تزاری متولد شد و پیش از شروع جنگ جهانی اول به همراه خانواده‌اش به آلمان بازگشتند. خلیل در عشایر بختیاری متنفذ بود. این عشایر در نواحی مرکزی و جنوبی ایران سکونت داشت.

## بازگشت به ایران
اسفندیاری بختیاری، پس از پایان تحصیلاتش به ایران بازگشت و مدت کوتاهی، در املاک مادری‌اش در آنزان و در دامنه کوه‌های زاگرس، سپری کرد. سپس به اصفهان رفته و بعد از شش سال که از ازدواجشان می‌گذشت، اولین فرزندشان، ثریا به دنیا آمد. وضعیت نامطلوب بهداشتی در ایران و شیوع آبله، آن‌ها را بر آن داشت، تا برای دوری از خطر بیماری، رهسپار برلین شوند. چهار سال بعد، مجدداً به اصفهان رفتند و در این مدت صاحب پسری شدند، که نامش را بیژن نهادند. در فروردین ۱۳۲۵ خانواده بختیاری به سوئیس مهاجرت کردند و در شهر زوریخ ساکن شدند. یکسال بعد، در سال ۱۳۲۶ خلیل به تنهایی به ایران بازگشت و در دوره‌ای ۴ ساله، به محمدرضاشاه کمک کرد، تا سران عشایر را تحت فرمان حکومت درآورد.

## سفیر ایران در آلمان
پس از ۴ سال بار دیگر اسفندیاری بختیاری، ایران را به مقصد اروپا ترک کرد. ابتدا به سوئیس رفت، سپس به همراه همسر و ۲ فرزندش، راهی آلمان شد و با حکمی که از سوی دربار ایران صادر شده بود، در تاریخ ۱۸ ژوئن ۱۹۵۲ جانشین سفیر وقت ایران در آلمان، عبدالله انتظام‌السلطنه گردید. خلیل اسفندیاری بختیاری ۹ سال به عنوان سفیر ایران در آلمان فعالیت کرد و در سال ۱۹۶۱ امیر خسرو افشار جانشین وی شد. اسفندیاری بختیاری دیگر به ایران بازنگشت و در سال ۱۹۶۱ به شهر مونیخ نقل مکان کرد. وی در سال ۱۹۸۳ در شهر مونیخ، آلمان درگذشت.